# Salina Rattlers
I Salina Rattlers sono stati una franchigia di pallacanestro della IBA, con sede a Salina, nel Kansas, attivi tra il 1995 e il 2001.
Nacquero a St. Cloud come St. Cloud Rock'n Rollers. Dopo una stagione si trasferirono a St. Paul, assumendo la denominazione di St. Paul Slam!. Dopo due stagioni si trasferirono a Rochester, cambiando nome in Rochester Skeeters. Scomparvero dopo la stagione 2000-2001.

## Stagioni
| Stagione | Lega | Denominazione            | V  | P  | %    | Piazzamento | Play-off               |
| -------- | ---- | ------------------------ | -- | -- | ---- | ----------- | ---------------------- |
| 1995-96  | IBA  | St. Cloud Rock'n Rollers | 8  | 16 | 33,3 | 4º          | Semifinale             |
| 1996-97  | IBA  | St. Paul Slam!           | 13 | 17 | 43,3 | 4º          | Semifinale             |
| 1997-98  | IBA  | St. Paul Slam!           | 8  | 26 | 23,5 | 4º          | -                      |
| 1998-99  | IBA  | Rochester Skeeters       | 17 | 17 | 50,0 | 3º          | Semifinale di division |
| 1999-00  | IBA  | Rochester Skeeters       | 8  | 28 | 22,2 | 4º          | -                      |
| 2000-01  | IBA  | Salina Rattlers          | 9  | 31 | 22,5 | 5º          | -                      |